# Katrina (film)
Katrina är en svensk dramafilm från 1943 i regi av Gustaf Edgren.

## Handling
Stolta och rakryggade Katrina från Österbotten förälskar sig i Johan, som är sjöman, och följer med honom hem till Åland. Hon har utlovats ett paradis med blommande äppelträd men möts av fattigdom och hårt arbete. 
Vi följer Katrina genom åren, tar del av hennes och familjens öde i ett samhälle som regeras av kaptener, intriger och kärlek.

## Om filmen
Filmen premiärvisades 22 mars 1943. Som förlaga har man författaren Sally Salminens debutroman Katrina från 1936. 
Inspelningen av filmen skedde med ateljéfilmning i Filmstaden Råsunda och med exteriörer från Torö i Nynäshamn av Julius Jaenzon. 

## Roller i urval
- Märta Ekström - Katrina Johansson
- Frank Sundström - Johan Johansson, hennes man, sjöman
- Hampe Faustman - Einar, deras äldste son som vuxen
- George Fant - Gustaf, deras tredje son som vuxen
- Birgit Tengroth - Saga Svensson, biträde i handelsboden
- Erik Berglund - kapten Nordkvist
- Henrik Schildt - kapten August Ekvall, redare
- Kotti Chave - Einars vän
- Carl Deurell - Katrinas far
- Linnéa Hillberg - Katrinas mor
- Hugo Björne - prästen på bryggan
- Greta Berthels - Beda, gammelpiga hos Nordkvist
- Torsten Hillberg - bankiren
- Anna-Lisa Bruce - Serafia
- Elsa Ebbesen-Thornblad - Klara, hushållerska hos Saga
- Lennart Lauber - Sigge Wulff
- Kaj Hjelm - Einar som ung
- Richard Lund - församlingsprästen
- Solveig Lagström - biträde i handelsboden
- Anders Nyström - Herman, Sagas och Einars son
- Harry Ahlin - Andersson, sjöman
- Curt Edgard - sjöman
- Torsten Lilliecrona	 - mannen som samtalar med Gustaf på dansen
- Hans Lindberg - sjöman
- Julie Bernby - glädjeflicka på Berns
- Siri Olson - glädjeflicka på Berns
- Olav Riégo - Ekvalls kamrer
- Lillie Lindroth - husa hos Ekvalls
- Nina Scenna - husa hos Ekvalls
- Margit Andelius - en kvinna i kyrkan
- Julia Cæsar - en kvinna i kyrkan
- Bengt Edgren	- Gustaf som ung
- Björn Edgren	- en av Katrinas och Johans söner som liten
- Olle Janson - man på dansen
- John Sandling	 - man på dansen
- Bengt Brunskog - man på dansen
- Tom Österholm - man på dansen
- Ragnar Carlberg - man på dansen
- Isa Palmgren	- ung kvinna i handelsboden

## Musik i filmen
- Konvaljens avsked, kompositör, Otto Lindwall text Otto och David Lindwall, instrumental.
- Sjömansflickan, instrumental.
- Daisy Bell, kompositör och text, Harry Dacre, svensk text Alma Rek, sång Frank Sundström och Lennart Lauber.
- Ta-Ra-Ra-Boom-De-Ré/A Sweet Tuxedo Girl Am I, engelsk text, Henry J. Sayers svensk text Alma Rek, instrumental.
- När juldagsmorgon glimmar, tysk text, Abel Burckhardt, okänd svensk översättare, sång Märta Ekström, Frank Sundström, Kaj Hjelm, Bengt Edgren
- En sjöman älskar havets våg, svensk text Ossian Limborg, instrumental.
- Puppchen, kompositör, Jean Gilbert tysk text, Curt Kraatz, Jean Kren svensk text Oscar Ralf, sång George Fant
- After the Ball, kompositör och text, Charles K. Harris svensk text Ernst Wallmark, instrumental.
- Linda min Linda, instrumental.
- Den himmelska härligheten, sång Märta Ekström
- A Hupfata, instrumental.
- Ett bondbröllop. Brudmarsch, kompositör, August Söderman, instrumental (orgel).
- Sonat, piano, op. 35, b-moll, kompositör, Frédéric Chopin, instrumental (orgel).
- Karina, kompositör, Theodor Pinet, instrumental.
- I'm Getting Better Every Day (Bättre och bättre dag för dag), kompositör och text, Mark Strong, svensk text S.S. Wilson och Karl-Ewert, sång Sigge Fürst
- Vaggvisa, kompositör, Sven Sköld, okänd textförfattare, sång Birgit Tengroth
- Sjungom studentens lyckliga dag, kompositör, Prins Gustav svensk text Herman Sätherberg
- Det var i vår ungdoms fagraste vår
- Peer Gynt. Solveigs Sång, kompositör, Edvard Grieg, instrumental.